# Jan Szymański (ur. 1953)
Jan Szymański (ur. 23 września 1953 w Prudniku) – polski polityk, działacz związkowy, poseł na Sejm II, III i IV kadencji.

## Życiorys
W 1997 ukończył studia na Wydziale Organizacji i Zarządzania Akademii Ekonomicznej we Wrocławiu. W latach 1976–1982 pracował jako geodeta, następnie do 1989 w przedsiębiorstwie instalacyjno-montażowym. Od 1989 do 1993 kierował zarządem okręgu Związku Zawodowego „Budowlani”, organizacją związaną z Sojuszem Lewicy Demokratycznej i zrzeszoną w OPZZ. Z ramienia SLD od 1993 do 2005 sprawował mandat posła na Sejm II, III i IV kadencji z okręgów wrocławskich: nr 50 i nr 3. W wyborach parlamentarnych w 2005 nie uzyskał ponownie mandatu. Powrócił do pracy związkowej, został przewodniczącym rady okręgu dolnośląskiego ZZ „Budowlani”.